# Skarpabborrtjärnen (Hammerdals socken, Jämtland)
Skarpabborrtjärnen är en sjö i Strömsunds kommun i Jämtland och ingår i Ångermanälvens huvudavrinningsområde.